# جبل جيفرسون (نيويورك)
جبل جيفرسون، يقع في مقاطعة سكوهاري بنيويورك. جبل جيفرسون هوالمصدر لنهرين رئيسيين وهما ديلاوير وسسكويهانا. وهو أيضًا تابع لنهر هدسون، ولكنه ليس منبعًا منه.